# Tinea cherota
Tinea cherota är en fjärilsart som beskrevs av Edward Meyrick 1919. Tinea cherota ingår i släktet Tinea och familjen äkta malar. Inga underarter finns listade i Catalogue of Life.